# Pedro Garfias
Pedro Garfias, född 27 maj 1901 i Salamanca, Spanien, död 9 augusti 1967 i Monterrey, Mexiko, var en spansk poet, under stora delar av sitt liv verksam i exil. Huvuddelen av sitt liv var han en aktiv poet.
Hans första diktsamlingen gavs ut 1926, med titeln El Ala del Sur. Han var aktiv i Generation 27 och var under 1920-talet med och grundade tidskrifterna Horizonte och Tableros, men tvingades i exil under Spanska inbördeskriget. Från sin exil i Mexiko publicerade han flera verk, bland annat Poesia de la Guerra Civil Española och Primavera en Eaton Hasting. Hans poesi kom att bli alltmer existentiell och nihilistisk, vilket bland annat syns i De Soledad y otros pesares, 1948 och Viejos y nuevos poemas, 1951.
Den enda längre anställning Garfias hade var som chefssekreterare på avdelningen för socialt arbete vid universitetet i Monterrey.